# Kungsåra kyrka
Kungsåra kyrka är en kyrkobyggnad i Kungsåra socken i Västerås stift. Den är församlingskyrka i Kungsåra församling. Kyrkan, som ligger på en höjd i Kungsbyn, är från 1753 och troligtvis den tredje kyrkan på samma plats. Medeltida murverk ingår i den. Intill finns bland annat en frånsåld prästgård från omkring år 1800, en klockarstuga och en kyrkskola från 1908. Enligt en uppgift byggdes den första kyrkan här av Kung Erik Eriksson. Kyrkans yttre har i stor utsträckning fått behålla sitt 1700-talsutseende medan insidan är starkt präglad av senare förändringar, senast i mitten av 1900-talet.
Från Kungsåra kyrka kommer vad som anses vara Sveriges äldsta möbel, den så kallade Kungsårabänken, som i dag finns på Historiska museet. 

## Kyrkobyggnaden
Kungsåra kyrka är en ganska liten och kompakt kyrkobyggnad, med en medeltida sakristia i norr och ett lågt torn i väst. De spritputsade fasaderna har en beige nyans, med en gråare sockel. På norra sidan finns ett rundbågigt fönster och i söder finns två, dessutom finns det runda fönster i väst och i öst, även om det i öst delvis är igensatt. Över byggnaden ligger ett mansardtak medan sakristian har ett sadeltak, båda täckta med plåt.
Över det enskeppiga långhuset finns ett tunnvalv i trä. Ursprungligen fanns här två murade kryssvalv, men de revs i början på 1800-talet. De sex fyrkantiga pelarna som höll upp det har dock bevarats och indelar väggarna i fält. Kryssvalvet i sakristian har bevarats från 1700-talet. I väst finns en orgelläktare och i öst altaret med en altaruppsats från 1700-talet.

## Historia

### De första kyrkorna
Troligtvis fanns det en träkyrka i Kungsåra redan på 1200-talet, vilket en bevarad dopfunt från första halvan av århundradet indikerar. Dessutom omnämns kyrkan i en protokollsbok från 1600-talet från Konungsunds kyrka, där en obekräftad uppgift anger att den är byggd 1228. Där refereras till en anteckning från 1500-talet: 
Anno Domini ett tusend tuhundrade Tjugu och Otta; Konungh Erich then Ellofte wid thet nampnet, then Hundrade ich Trettionde Sveriges Konungh efter Syndafloden. Hafwer låtit bygga Konungsunds kyrkia och två andra kyrkior i Sverige vid nampn Kongzåra och Kongzlena, med sin och Cronones omkostnatt.
Senare under medeltiden ersattes den första kyrkan av en ny salkyrka i sten. Dess plan var kort och bred, utan en speciell utbyggnad för kor. Detta, tillsammans med att den också hade ett tredelat korfönster, talar för att det var en gotisk kyrka, uppförd i mitten av 1300-talet. Man har också hittat benrester från samma århundrade på kyrkogården vid kyrkan.
Innertaket var från början av trä, men ersattes under andra halvan av 1400-talet av två kryssvalv i tegel. Med tiden blev dessa allt mer förfallna och ansträngningar gjordes för att hindra dem från att ramla ner. Till slut hölls de uppe av ”stiltor här och där” och murarna bands samman med järnstänger.

### En ny kyrka
När författaren Olof Grau besökte Kungsåra omkring år 1750 höll man redan på att riva den. Han skriver att kyrkan ”lär vara mycket gammal och var redan för 200 år sedan så skröplig, att man nödgades uppföra pelare till hennes stöd. Nu har hon delvis blifvit nedrifven och står under byggnad, hvartill k :m :t behagat i nåder bevilja medels insamlade genom kollekter.” Tillräckligt mycket av den medeltida kyrkan var ändå bevarad vid hans besök för att han skulle kunna rita av den.
Bortsett från grundmurarna och sakristian revs hela den medeltida kyrkan under 1751 och 1752 och på dess grund byggdes en ny kyrka, med murar i framför allt gråsten. Under tiden för arbetet ställdes kyrkbänkarna upp i stora salen i prästgården där prästen lät gudstjänsterna hållas, så länge församlingen ”hölle sig wackert”.
Ansvarig för bygget var bland annat murmästare Alexander Högman från Stockholm. Över kyrkorummet slogs två flacka kryssvalv. Den medeltida sakristian bevarades medan vapenhuset flyttades till den västra väggen och blev överbyggt med ett torn av gråsten. Tornet, som var 11 alnar högt, var från början tänkt bli högre, men sprickor som uppstod i murarna förhindrade fortsatt arbete. Först efter att valven stabiliserats med dragjärn kunde tornet byggas klart 1772 och fick då en klockvåning dit den förfallna klockstapelns klockor kunde flyttas. Efter att den nuvarande altaruppsatsen fått sin plats i koret 1784 var den nya kyrkan helt färdig, efter drygt trettio års arbete.

### Senare förändringar
Men problem med valv och murar fortsatte. Valven var enligt ett protokoll från 1802 i sådant skick att ”högsta våda synes vara en hvar, som ingår, at blifva krossad af hvalfens fall.” De revs redan samma år och ersattes med det nuvarande tunnvalvet i trä. I mitten av 1800-talet byggdes också orgelläktaren i väst och vid samma tid lagades skador i murarna i tornet och sakristian. Senare samma århundrade förändrades fönstren och de tidigare spåntäckta taken fick istället plåt. Samtidigt har kyrkorummets förändrats med bland annat nytt golv, nya bänkar och ny altarring.
Vid den senaste stora förändringen av kyrkorummet under åren 1954-1956 fick kyrkorummet bland annat nya golv och ombyggda bänkar och orgelläktare. Både predikstolen och altaruppsatsen rengjordes från senare tiders övermålningar och återfick sina ursprungliga färger. Altarfönstret blev samtidigt igensatt på insidan.

## Inventarier
- Det äldsta föremålet i kyrkan är dopfunten från första halvan av 1200-talet, tillverkad i sandsten.[3]
- På södra långhusväggen hänger ett två meter högt, medeltida triumfkrucifix på ett senare tillverkat kors.[8] Det har tidigare hängt i triumfbågen framför koret och kan vara samtida med den medeltida kyrkan.[5]
- Predikstolen är tillverkad 1643 av den lokalt verksamma mästaren Johan Matzson, och är ett av få inventarier som behölls från den medeltida kyrkan. På 1800-talet övermålades den, men dess ursprungliga färger återskapades i mitten av 1900-talet, då den också återfick gamla sniderier.[1] På dess sidor finns Kristus med ett korskrönt klot och vid hans sidor de fyra evangelisterna. Dörren till stolen kan komma från ett tidigare korskrank från 1644. På predikstolen står ett timglas skänkt 1705 som blev förgyllt och återinvigt 1773.[5]
- Altaruppsatsen, som invigdes 27 juni 1784, är komponerad av Per Ljung med hjälp av bland annat Erik Hallblad.[1] Målningen med den sörjande Maria vid Jesus kors är målad av Fredrik Gottman.[5] Bara två år efter att den levererats slog åskan ner i kyrkan, genom ett fönster, och orsakade sotfläckar på uppsatsen.[4]
- En stor del av kyrkans äldre nattvardskärl och annat silver försvann vid ett inbrott i sakristian 1818. Kvar finns ett sockenbudstyg från 1500-talet, som vid tillfället förvarades i prästgården. Efter stölden köptes bland annat en ny kalk i tenn in, vilket är tecken på att församlingen inte hade så mycket pengar.[5]
- Två nummertalvor från 1775 sitter under läktaren, de är tillverkade av en Daniel Ersson, en självlärd dräng, i blandning av rokoko och barock.[5]
- I kyrktornet hänger två klockor. Lillklockan är ursprungligen från 1500-talet, men omgjuten 1610 och 1787. Den större klockan har anor från 1507, men göts om 1817 av Gerhard Horner och har följande inskrift: ”Hör, kristna folk, mitt ljud, som bjuder dig till sabbatens glada fest! Hör ock, när sorgens bud jag ljuder för hvarje grafvens nya gäst! Hör mina ljud men ej blott med ditt öra! Låt dem din själ och hela hjärta röra! Ära vare Gud i höjden!”[9]
- Den tidigmedeltida Kungsårabänken som tidigare stått i kyrkan finns numera på Historiska museet men det finns sedan 1982 en kopia i kyrkan, tillverkad av slöjdlärare Anders Göstasson.[9] Ytterligare några föremål från kyrkan finns på museet, alla från 1400-talet: en madonnaskulptur,[10] reliefer från ett tidigare altarskåp [11] samt en evangelistsymbol.[12]

### Orgel
- 1847 byggdes en orgel med 4 stämmor.
- Den nuvarande orgeln byggdes 1875 av E A Setterquist & Son, Örebro. Orgeln är mekanisk och fasaden är samtida med orgeln. 1970 renoverades och omdisponerades orgeln av Gunnar Carlsson, Borlänge.[1]

| Manual          | Pedal   | Koppel     |
| Borduna 16´ B/D | Bihängd | Man 4'/Man |
| Gedackt 8' B/D  |         |            |
| Salicional 8'   |         |            |
| Octava 4'       |         |            |
| Rörflöjt 4'     |         |            |
| Octava 2'       |         |            |
| Mixtur 3 chor   |         |            |

## Galleri

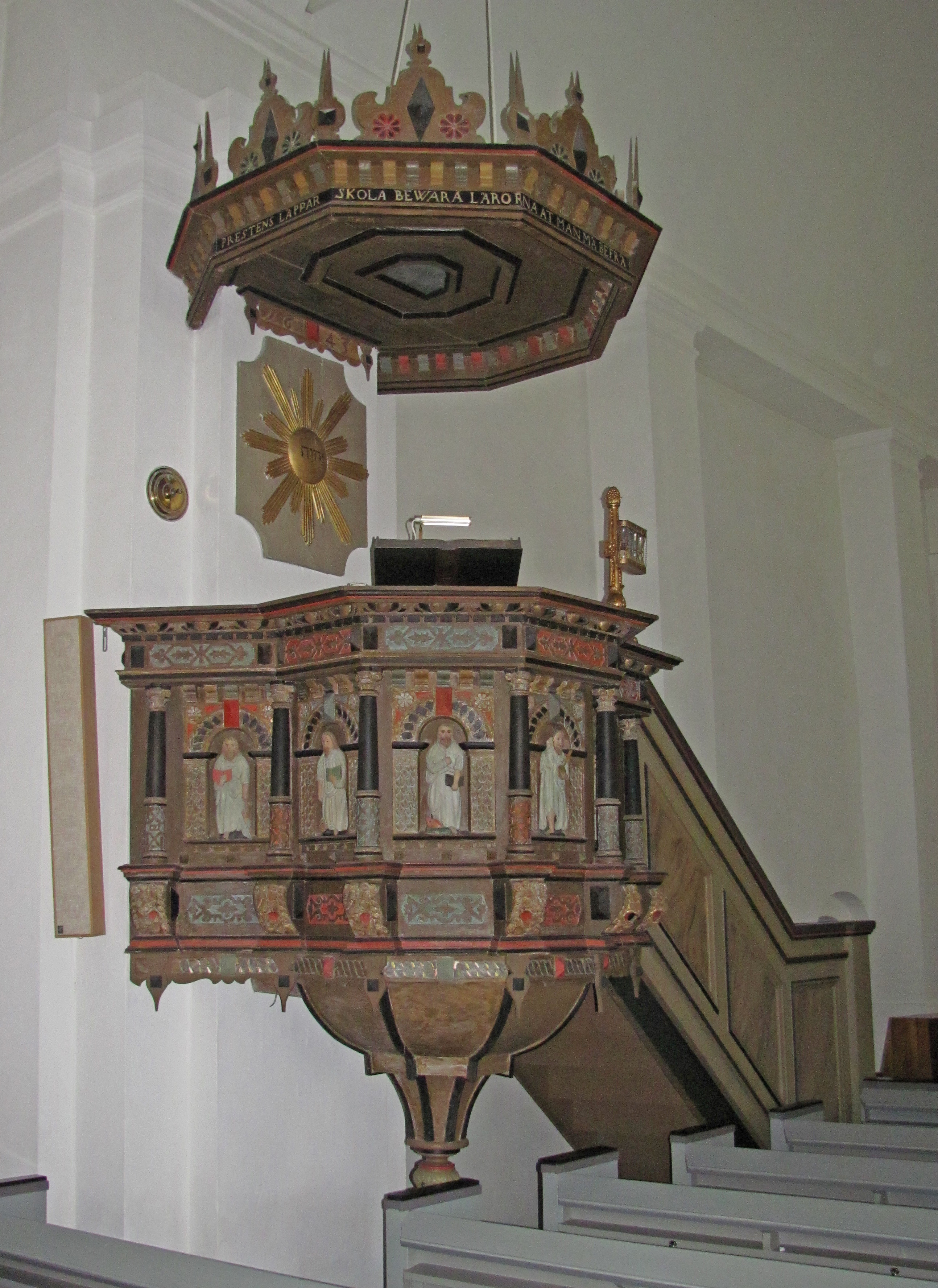
Predikstolen
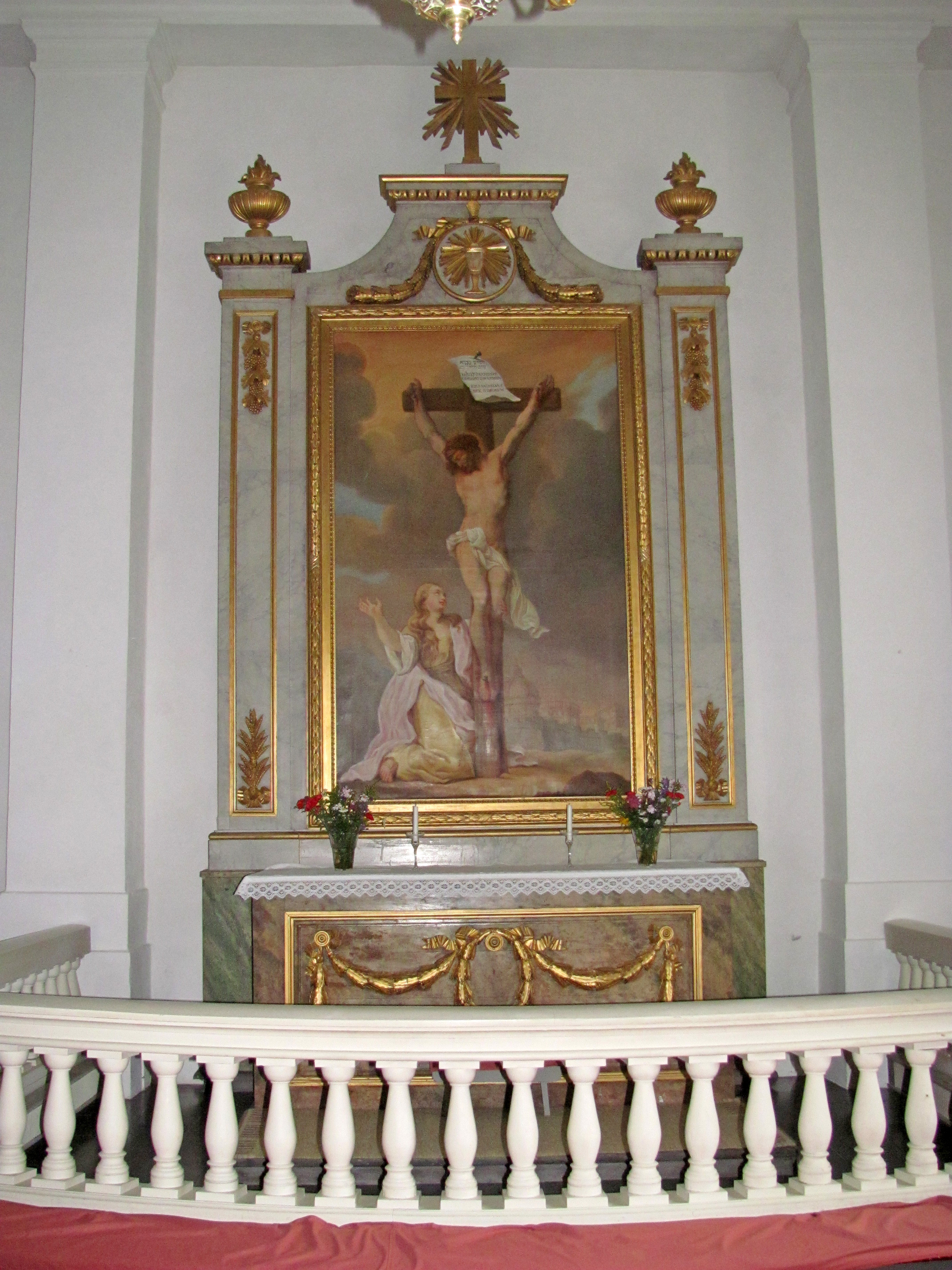
Altaret
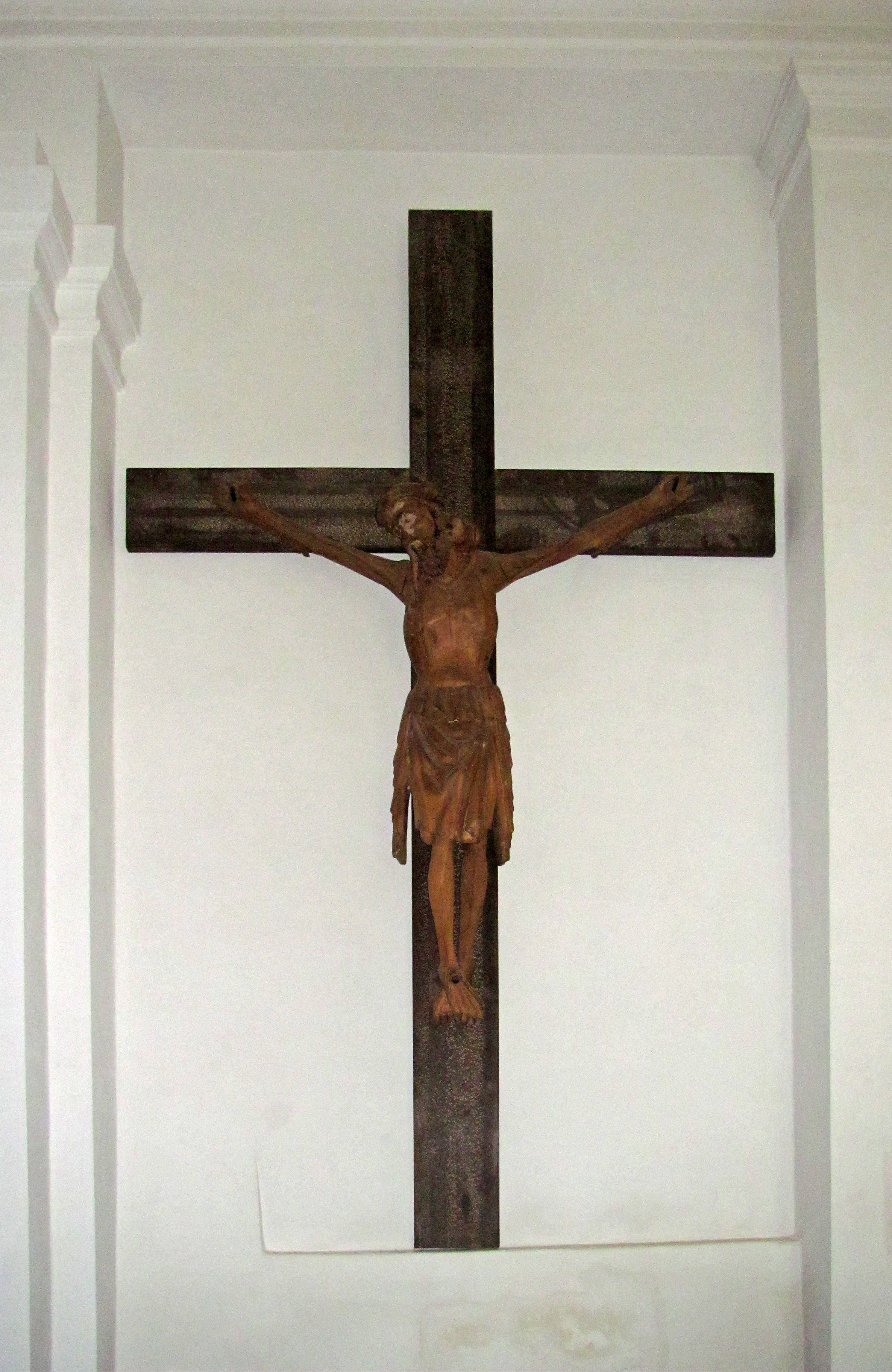
Krucifixet
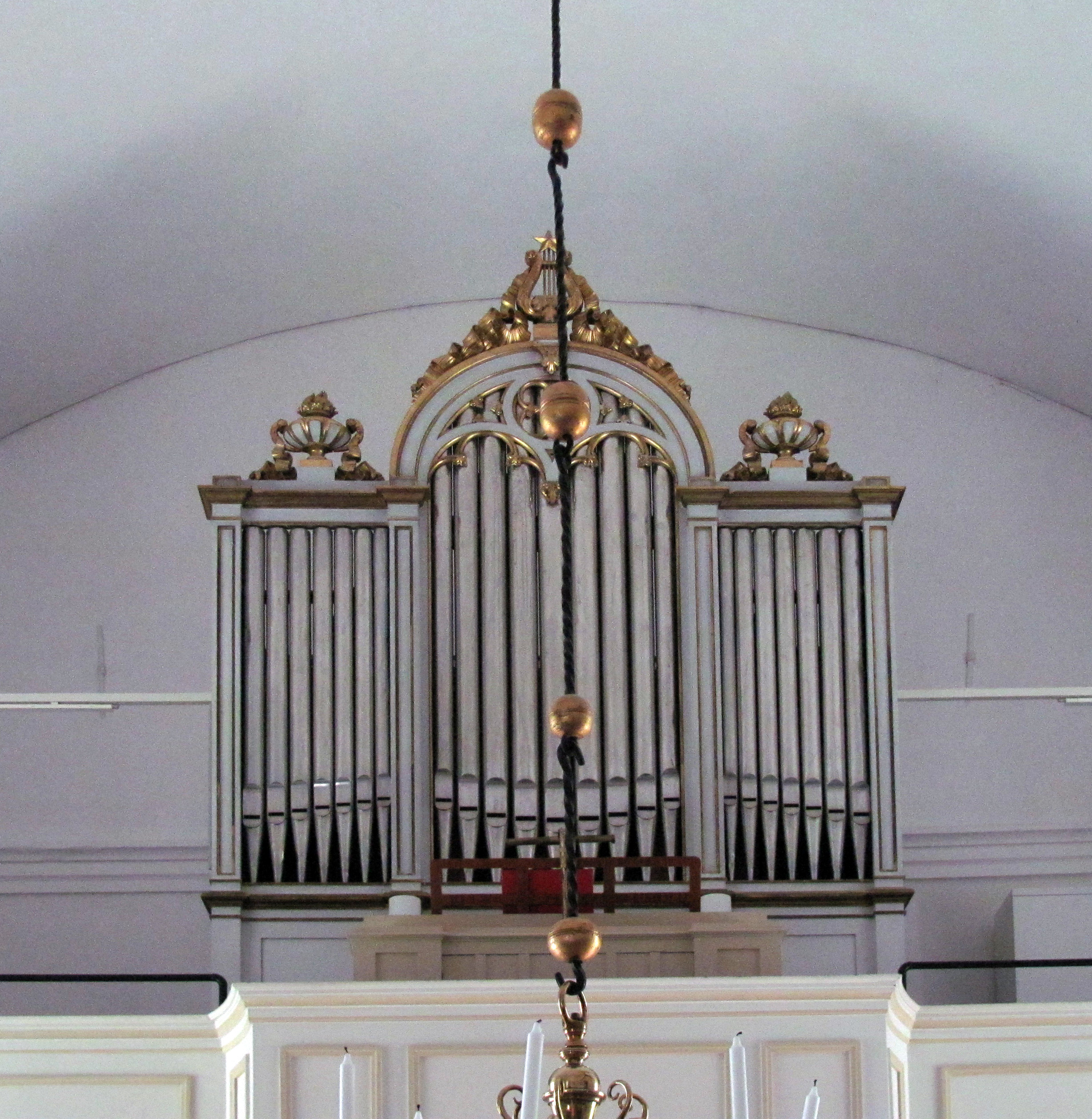
Orgeln